# Autopista Fernão Dias
A Autopista Fernão Dias é uma concessionária de rodovias brasileira fundada em 2008, responsável pela gestão de 562,1 quilômetros da rodovia Fernão Dias (BR-381), que liga as regiões metropolitanas de São Paulo (SP) e Belo Horizonte (MG). Seu controle acionário pertence a Arteris.
A concessão para administrar e conservar a Fernão Dias por 25 anos foi obtida em leilão realizado em 9 de outubro de 2007, onde a proposta foi a vencedora entre as 15 apresentadas. O contrato de concessão foi assinado em 14 de fevereiro de 2008 e prevê investimentos de R$ 3,4 bilhões e a responsabilidade pela administração, manutenção, recuperação e outras melhorias na BR-381 entre as cidades de São Paulo (SP) e Belo Horizonte (MG).

## Cidades abrangidas
O percurso do trecho sob concessão compreende 33 municípios localizados em São Paulo e Minas Gerais. São eles:
No Estado de  São Paulo:
- Guarulhos
- São Paulo
- Mairiporã
- Atibaia
- Bragança Paulista
- Vargem

No Estado de  Minas Gerais:
- Extrema
- Itapeva
- Camanducaia
- Cambuí
- Estiva
- Pouso Alegre
- São Sebastião da Bela Vista
- Careaçu
- São Gonçalo do Sapucaí
- Campanha
- Três Corações
- Carmo da Cachoeira
- Nepomuceno
- Lavras
- Ribeirão Vermelho
- Perdões
- Santo Antônio do Amparo
- Oliveira
- Carmópolis de Minas
- Itaguara
- Itatiaiuçu
- Rio Manso
- Brumadinho
- Igarapé
- São Joaquim de Bicas
- Betim
- Contagem

## Praças de pedágio
São oito as praças de pedágio ao longo do trecho concedido à Autopista Fernão Dias. Elas estão situadas nos seguintes pontos:
| Pedágio | km    | UF | Localidade/Município    | Sentido                    |
| ------- | ----- | -- | ----------------------- | -------------------------- |
| 1       | 65,7  | SP | Mairiporã               | Unidirecional (Sentido BH) |
| 1       | 66,6  | SP | Mairiporã               | Unidirecional (Sentido SP) |
| 2       | 7,2   | SP | Vargem                  | Bidirecional               |
| 3       | 900,9 | MG | Cambuí                  | Bidirecional               |
| 4       | 805,2 | MG | São Gonçalo do Sapucaí  | Bidirecional               |
| 5       | 735,5 | MG | Carmo da Cachoeira      | Bidirecional               |
| 6       | 685,3 | MG | Santo Antônio do Amparo | Bidirecional               |
| 7       | 597,7 | MG | Carmópolis de Minas     | Bidirecional               |
| 8       | 545,9 | MG | Itatiaiuçu              | Bidirecional               |

## Tarifas do pedágio
Atualmente os  valores das tarifas são:
- Automóvel, caminhonete, furgão (2 eixos e rodagem simples): R$ 3,00
- Caminhão leve, ônibus, caminhão trator e furgão (2 eixos e rodagem dupla): R$ 6,00
- Automóvel com Semirreboque e caminhonete com semi-reboque (3 eixos e rodagem simples): R$ 4,50
- Caminhão, caminhão-trator, caminhão-trator com Semirreboque e ônibus (3 eixos e rodagem dupla): R$ 9,00
- Automóvel com reboque e caminhonete com reboque (4 eixos e rodagem simples): R$ 6,00
- Caminhão com reboque e caminhão trator com semirreboque (4 eixos e rodagem dupla): R$ 12,00
- Caminhão com reboque e caminhão trator com semirreboque (5 eixos e rodagem dupla): R$ 15,00
- Caminhão com reboque e caminhão trator com semirreboque (6 eixos e rodagem dupla): R$ 18,00
- Motocicleta, motoneta e bicicleta a motor: R$ 1,50

*Tarifas atualizadas em 4 de junho de 2025